# Соколско друштво Крагујевац
Соколско друштво Крагујевац је спортско друштво витешког карактера основано 1907. године у Крагујевцу.
Соколски покрет је покрет спортског карактера са идеолошком суштином, настао у Чешкој, одакле се проширио на друге словенске територије. 

## Историјат

### Гимнастичка друштва
Поклоници гимнастике у Крагујевцу 27. марта 1894. године оснивају Гимнастичко друштво Душан Силни, а 1905. године оснива се, на предлог угледних градских првака, Крагујевачко друштво за гимнастику.
Крајем 1907. године на јавном часу, које је приредило Крагујевачко друштво за гимнастику, учествовали су и вежбачи Београдског сокола, што је убрзало прихватање соколске идеје у Крагујевцу.

## Крагујевачки Соко
На ванредној скупштини Друштво мења име у Соко. Први председник новог Друштва био је дотадашњи председник Крагујевачког друштва за гимнастику, Коста Сретеновић, професор Гимназије, а први начелник Живан Маџаревић, учитељ гимнастике. Друштво је вежбало у једној великој шупи без таванице, а лети на пољани.
Када је Коста Сретеновић прешао у Београд, 1909. године, на месту председника заменио га је капетан Михаило Мика Ковачевић, под чијим вођством Друштво постиже значајне резултате. Први сарадници били су му: генерал Миленко Варјачић, секретар суда Ђорђе Ђура Брзаковић, професор Михаило Лукић, учитељ Михаило Катић и професорка Зорица Дединац Ковачевић. Спортски рад са чланством био је на завидном нивоу а број чланова је растао. Капетан Ковачевић је и личним примером утицао на чланство, не само да предано вежбају, већ и да се у приватном животу владају соколски. Активна је била и његова супруга Зорка, чиме се указивало на потребу еманципације жена и њиховог укључивања у друштвени живот. Упоредо са пропагандом међу школском омладином, вршена је и пропаганда соколства међу женама - упис у Женски одбор. Током 1909. године Крагујевац постаје водећи град у витешким и националним манифестацијама. На крају 1910. године број чланова Друштва износио је: 155 чланова изнад 18 година, 82 вежбача, 26 подмладак вежбача од 14-18 година, 75 дечака од 7-14 година и 9 чланова стручног одбора. 
Дана 26. фебруара 1912. године у Београду, на Другој редовној скупштини предводничких одбора, за надзорника Шумадијске дивизије са седиштем у Крагујевцу изабран је начелник Соколског друштва у Крагујевцу, Јан Свобода, наставник гимнасике у Гимназији.
Од септембра 1912. до децембра 1913. године, за време Балканских ратова, Друштво није радило. Скоро сви чланови управе и велики број старијих чланова вежбача имали су ратни распоред.
Дана 2. марта 1914. године у Крагујевцу је одржана скупштина Савеза Соколских друштава Душан Силни. Због надахнутог патриотског говора, председник Крагујевачког соколског друштва, Михајло Ковачевић, је, након Сарајевског атентата, проглашен непријатељем Аустроугарске монархије. Он и Соколско друштво Крагујевац поменути су у меморандуму Бечке владе, у коме се за Сарајевски атентат окривљује Краљевина Србија. Поред њега окосницу тадашње управе чинила су и три официра који су били чланови организације Уједињење или смрт (Црна рука). За време Првог светског рата рад Друштва је био забрањен.
После Првог светског рата рад Друштво је обновљен. 
1929. године при Друштву су основана два одсека: позоришни и музички. Друштво је имало и своју књижницу. 
Дана 15. јуна 1930. године формиран је коњички одсек, а 16. отобра исте године основана је мачевалачка секција. На Божић 1931. године при Друштву је основано Лутково позориште. 

### Соколско друштво Крагујевац-Матица
1932. године Друштво је мења име у Соколско друштво Крагујевац – Матица, јер се из њега издвојило Соколско друштво Крагујевац I. Старешине Соколско друштво Крагујевац – Матица били су: професори Стеван Нешић и Стеван Јовановић, судије Ђура Брзаковић и Драгутин Димитријевић Гуне и адвокат Драгољуб Миловановић Бена.
На Видовдан 1932. године Друштво је обележило двадесетпетогодишњицу рада великом прославом.
Напад Немачке на Краљвину Југославију означио је крај легалног деловања Соколске организације. 21. октобра 1941. године у Шумарицама, међу осталим Крагујевчанима, стрељани су и старешине Соколске жупе професор Милоје Павловић и Соколског друштва Крагујевац – Матица, Драгољуб Миловановић Бена. 
Током Другог светског рата чанови Друштва прикључују се антифашистичким покретима отпора, Југословенској војсци у отаџбини и партизанима. 
Приступање Равногорском покрету утицало је да након рата рад Друштва буде онемогућен. 

### Соколско друштво Крагујевац I
Соколско друштво Крагујевац I основано је 1932. године издвајањем из Соколског друштва Крагијевац. 
Деловало је у насељу Радничка колонија. 
Старешине су били: Милан Јовановић, генерал Божин Хаџи-Илић и учитељ Петар Јевђевић. И Соколско друштво Крагујевац I имало је у позоришни одсек и музичку секцију.

### Шумадијска соколска жупа
Дана 16. јануара 1921. године формирана је Шумадијска соколска жупа са седиштем у Крагујевцу. 1929. године Шумадијска соколска жупа мења име у Соколска жупа Крагујевац. 1940. године у свом саставу имала је 21 друштво и 94 сеоске соколске чете. 
Срарешине су били Стеван Нешић, Милоје Павловић и Стева Јовановић. 
Шумадијска соколска жупа учествовала је на међународним соколским слетовима у Прагу 1926, 1932. и 1938. године и у Софији 1936. и 1939. године.

## Данас
Године 1996, 55 година, на иницијативу Јевђе Јевђовића, из породице Јевђовић која је дала више истакнутих чланова Друштва, обновљен је рад Соколског друштва Крагујевац – Матица. Као правни следбеник Соколског друштва Душан Силни и Соколског друштва Крагујевац – Матица, 1999. године Друштво је званично регистровано у Министарству за омладину и спорт. Члан је Савеза Српски соко а обновљена је сарадња са чешким, словачким, руским, лужичкосрпским, словеначким Соколима. Најстарији члан тада обновљеног Друштва био је Танасије Ташко Голић, један од носилаца олимпијске бакље за Олимпијаду у Берлину 1936. године, који је пред Други светски рат био начелник Соколског друштва Крагујевац-Матица.

## Слетови и манифестације
Дана 24. јуна/7. јула 1909. године јавни час у Београду, у оквиру припрема V Свесловенски Јуначко – Соколски слет.
На Видовдан 1910. године. крагујевачко Друштво са београдским и пиротским представљало је Краљевину Србију на V Српском слету у сремској Раваници
Дана 26. јуна 1910. године V слет Бугарских јунака и Словенских сокола у Софији
Дана 5. септембра 1910. године прослава стогодишњице Варваринске битке
Године 1911. Други свесоколски слет у Загребу. Дана 3. децембра. 1911. године одржано је Прво Соколско академско вече у просторијама Прве крагујевачке пивнце. Јавни час у Јагодини је одржан 3. и 4. јуна 1912. године.
Године 1912. VI Свесловенски слет у Прагу – такмичарско одељење Крагујевачких сокола освојило је прво место у категорији гимнастичка врста.
Године 1921. слет у Осијеку
Године 1922. слет у Љубљани
Године 1930. у Београду

## Соколски домови
Акција за изградњу Соколског дома у Крагујевцу започела је пре Балканских ратова. Дом је завршен 1925. године (зграда данашњег Књажевско-српског театра).
Други Соколски дом, данашња Соколана, подигнут је 1929. године као друштвени дом у новоизграђеном насељу Радничка колонија, највећем плански изграђеном насељу у држави, по угледу на немачка и енглеска насеља Евидентиран је као културно добро и под заштитом је Завода за заштиту споменика. Користило га је Соколско друштво Крагујевац I.